# Hired Guns
Hired Guns – gra komputerowa, będąca połączeniem RPG i strzelanki, wyprodukowana przez firmę DMA Design. Gra osadzona jest w futurystycznym świecie, gdzie można spotkać liczne potwory, dużą ilość ekwipunku oraz zagadki do rozwiązania. Gracz kieruje równolegle czterema postaciami.